# 하타카제급 구축함
하타카제급 구축함은 일본 해상자위대가 운용 중인 구축함이다.

## 본 급의 구축함
| 함번호  | 이름     | 기공            | 진수            | 취역            | 퇴역 | 모항     |
| ------- | -------- | --------------- | --------------- | --------------- | ---- | -------- |
| DDG-171 | 하타카제 | 1983년 5월 20일 | 1984년 11월 9일 | 1986년 3월 27일 |      | 요코스카 |
| DDG-172 | 시마카제 | 1985년 1월 13일 | 1987년 1월 30일 | 1988년 3월 23일 |      | 마이즈루 |

참고로, 일본에서는 구축함을 군국주의를 연상시키는 군사용어라 하여 "호위함"이라고 표기하지만, 일본을 제외한 다른 나라들은 구축함(Destroyer)으로 표기한다.

## 같이 보기
- 충무공이순신급 구축함
- 하타카제급 구축함
- 지앙카이II급 호위함